# 上田公子
上田 公子（うえだ きみこ、1930年3月8日 - 2011年7月22日）は、日本の翻訳家。

## 生涯
兵庫県神戸市生まれ。熊本県立女子専門学校英文科卒業。40代以後、英語の推理小説を翻訳した。
2011年、膵臓癌のため81歳で死去。

## 親族
息子は宗教学者の上田紀行、義理の娘は武内陶子。

## 翻訳
- 『贋作』（パトリシア・ハイスミス、角川文庫） 1973、河出文庫、新版2016
- 『メイムおばさん』（パトリック・デニス、角川文庫） 1974
- 『アンナという名のもう一人の私』（フローレンス・フィッシャー、立風書房） 1975
- 『旅立ちの朝』（スティーヴン&エリナー・カーフ、角川文庫） 1976
- 『暴走族殺人事件』（ジョン・ブューアル、番町書房、イフ・ノベルズ） 1977.4
- 『真夜中の女』（デイヴィッド・アンソニー、角川文庫） 1977.11
- 『優雅な密猟者』（フランク・パリッシュ、早川書房、世界ミステリシリーズ） 1979.2
- 『友よ叫べ』（パット・フィーリー、講談社文庫） 1980.11
- 『モーニング・アフター』（アイリーン・ロットマン、角川文庫） 1987.3
- 『サンセットの爆弾男』（D・キンケイド、文春文庫） 1987.6
- 『推定無罪』（プリジュームド・イノセント,スコット・トゥロー、文芸春秋） 1988.10、のち文春文庫
- 『マイ・スイートハート、マイ・ハニー』（アンドルー・コバーン、角川文庫） 1989.1
- 『俺には向かない職業』（ロス・H・スペンサー、角川文庫） 1989.5
- 『ローズ家の戦争』（ウォーレン・アドラー、角川文庫） 1990.2
- 『立証責任』（スコット・トゥロー、文芸春秋） 1993.9、のち文春文庫
- 『有罪答弁』（スコット・トゥロー、文芸春秋） 1995.6、のち文春文庫
- 『マイアミに死体はふえる』（ポール・リヴァイン、文春文庫） 1996.3
- 『ポップコーン』（ベン・エルトン、早川書房） 1997.9 のちハヤカワ文庫

### トニー・ケンリック作品
- 『スカイジャック』（トニー・ケンリック、角川文庫） 1974
- 『殺人はリビエラで』（トニー・ケンリック、角川文庫） 1976
- 『リリアンと悪党ども』（トニー・ケンリック、角川文庫） 1980.2
- 『マイ・フェア・レディーズ』（トニー・ケンリック、角川文庫） 1981.12
- 『バーニーよ銃をとれ』（トニー・ケンリック、角川文庫） 1982.10
- 『暗くなるまで待て』（トニー・ケンリック、角川文庫） 1984.4
- 『俺たちには今日がある』（トニー・ケンリック、角川文庫） 1985.2
- 『消えたV1発射基地』（トニー・ケンリック、角川文庫） 1986.3
- 『上海サプライズ』（トニー・ケンリック、角川文庫） 1986.9
- 『三人のイカれる男』（トニー・ケンリック、角川文庫） 1987.6
- 『誰が為に爆弾は鳴る』（トニー・ケンリック、角川文庫） 1988.1
- 『ネオン・タフ』（トニー・ケンリック、角川文庫） 1990.9

### ネルソン・デミル作品
- 『ゴールド・コースト』（ネルソン・デミル、文芸春秋） 1992.2、のち文春文庫
- 『将軍の娘』（ネルソン・デミル、文芸春秋 1994.5） のち文春文庫
- 『スペンサーヴィル』（ネルソン・デミル、文芸春秋） 1997.3 のち文春文庫
- 『プラムアイランド』（ネルソン・デミル、、文藝春秋） 1999.10 のち文春文庫

## 参考
- 紀伊国屋BookWeb